# محمود شاه دوم
پادوکا سری سلطان محمود شاه دوم ابن المرحوم سلطان محمد جیوا زین‌العادلین معظم شاه یکم (درگذشت – ۱۵ ژانویه ۱۵۴۷)، دهمین سلطان کداح بود. حکمرانی او از سال ۱۵۰۶ تا ۱۵۴۷ به طول انجامید. محمود شاه، نام تحت قلمرو خود را از کداح به کداح دارالامان تغییر داد و پول رایج باثباتی را ایجاد کرد و برای دادوستد، انگیزه داد.